# Bătălii, diplomație, comerț în Egiptul mamelucilor
Odată cu mamelucii, întemeietori ai unui stat puternic și apărători ai Islamului, în Egipt se disting, după numele cantonamentelor lor de origine, două dinastii : bahriții, asimilați din stepele Qipceaqului, și burdjiții circazieni, avându-i drept șefi supremi încoronați, de la căderea dinastiei ayyubide și până în pragul ajunului sosirii otomanilor în Egipt, pe : Baybars ( 658/1260 – 676/1277 ), Qalāwūn ( 678/1279 – 689/1290 ), An-Nāsir I ( 698/1299 – 741/1341 ), Barqūq ( 784/1382 – 801/1399 ) și Qā’itbey (873/1468 - 902/1495 ). 

## Bătălii
Mamelucii sunt cunoscuți în istorie ca reprezentând, la vremea lor, cel mai mare și strașnic corp de luptători din lume, chintesența războinicilor călare. Soldați robi, asimilați încă din copilărie Imperiului Islamic și provenind din "stepele păgâne", ei devin salvatorii Imperiului, aducând înfrângerea mongolilor și nimicind ultimul bastion al cruciaților în Palestina și Siria. 
O constantă a acestei dinastii rămâne războiul veșnic, cel fără de răgaz. Atunci când nu îl instigă, Mamelucii îl susțin cu ardoare.  Dovadă în acest sens stau treizeci și opt de campanii, conduse în întregime de Baybars, împotriva dușmanilor de rang înalt amintiți anterior: mongolii și cruciații. Cei dintâi sunt învinși la ʻAyn Djālūt în 658/1260, prin această victorie Mamelucii reușind să pună capăt expansiunii mongole din regiunea Mediteranei. Împreună cu aliații lor întâmplători, sunt înfrânți sistematic și cruciații, principalele momente care au marcat acest demers fiind: capturarea Sfântului Ludovic în 647/1249; cucerirea și distrugerea punctelor de sprijin france ( în special pe coaste ); căderea Antiohiei în 666/1268; a orașului Tripoli în 688/1289; și, în cele din urmă a fortăreței Sant-Jean d’Acre, care anunță sfârșitul ocupației france, de acum izolată în insulele sale: Rhodos și Cipru. 
Rămâne doar Asia Mică, spațiu în care Mamelucii vor constata acum cum se înalță treptat puterea otomană; și, cu putință, ciocnirea dintre două mari imperii, cu un rezultat incert, greu de anticipat la acel moment ( cu douăzeci și cinci de ani înainte ca artileria să hotărască în favoarea otomanilor ). Este de remarcat însă faptul că, echilibrul dintre cele două puteri s-a menținut în toată această perioadă, prin intermediul păcii din 896/1491, ce se încheie între Qā’itbey și Bāyazīd al II-lea.

## Diplomație
Războiul este dublat deci, în mod neașteptat am putea spune, de o diplomație destul de intensă, ambele abordări, judecate la nivel global, intersectându-se cu marile țeluri de expansiune comercială ale Egiptului mameluc. Unul dintre aceste țeluri era, fără dar și poate, să păstreze Siria; iar Qalāwūn și An-Nāsir I reiterează faptul că își doresc să trăiască în pace cu vecinii, atât timp cât mongolii rămân liniștiți dincolo de acest teritoriu. Alte obiective vizau: existența unei presiuni clare asupra țărilor de la Marea Roșie: expediții în Yemen; protecția Locurilor Sfinte prin trimiterea unui soi de litieră ceremonială ( "mahman" ) în fiecare an la Mecca; campanii în ținuturile Nilului de Sus, unde tutela mamelucă va accelera islamizarea Nubiei și a Eritreei, izolând tot mai mult reduta creștinismului copt din Etiopia. La Mediterană planurile se axau pe consolidarea unor relații mai mult sau mai puțin continue cu Tunisia și alte diverse state din apusul creștin și de încercările de a ajunge direct, pe cale maritimă, ocolind Persia īlkānidă, în regiunile Caucazului și ale Asiei Centrale.

## Comerț
Egiptul, sub mameluci, devine din ce în ce mai hotărât în vocația sa maritimă și tranzitară. El se afirmă mai ales pe mările orientale exercitându-se mai puțin prin controlul lor în sine și mai mult prin cel al țărilor care le mărginesc. Pentru o vreme se observă o activitate comercială intensă, cu aflux de mărfuri din caravanseraiurile ( khān-urile ) și sūq-urile de la Cairo, Damasc sau Alep, oraș recunoscut pentru traficul mătăsii. Mamelucii au moștenit de la Fatimizi și Ayyubizi, rolul de intermediar, între Asia de Sud și de Sud-Est și Europa, în ceea ce privea comerțul valoros de mirodenii, dar și în mișcarea altor bunuri pe uscat și pe mare, pe rute ce străbăteau în principal Damascul și Marea Roșie. În timp, ei își consolidează relații parteneriale stabile, orașe precum Veneția devenind principalii parteneri comerciali europeni ai Mamelucilor. 
De pe versantele activității lor comerciale, Mamelucii își vor găsi în cele din urmă și stăpânii, întruchipați pe de-o parte de otomani și pe de cealaltă parte de portughezi, totul într-un context tulburat de stabilire a unui drum maritim neîntrerupt între Europa și Orientul Îndepărtat. Astfel, decăderea mamelucă ar putea fi pusă pe seama unor factori diverși, precum : greutatea războiului; ruptura cu Maghrebul, releu tradițional al aurului, unde intervenise din ce în ce mai mult " Occidentul afacerist  " ; însă, fără îndoială, sfârșitul Egiptului mameluc se produce în contextul mondial al marilor descoperiri.